# Doundégué
Doundégué är en ort i Burkina Faso.   Den ligger i provinsen Province du Bam och regionen Centre-Nord, i den centrala delen av landet, 150 km norr om huvudstaden Ouagadougou. Doundégué ligger 331 meter över havet och antalet invånare är 371.
Terrängen runt Doundégué är mycket platt. Runt Doundégué är det ganska tätbefolkat, med 52 invånare per kvadratkilometer.. Närmaste större samhälle är Pissélé, 10,6 km sydväst om Doundégué.
Trakten runt Doundégué består i huvudsak av gräsmarker.